# Alice (韓國電視劇)
《Alice》（韓語：앨리스，中文：愛麗絲），為韓國SBS於2020年8月28日起播出的金土連續劇。由《看見味道的少女》白秀燦導演與金圭元、姜哲圭、金佳映作家聯手製作。本劇講述為報殺母之仇，拼命追捕時間旅行者的刑警朴鎮謙，意外遇見和母親長得一模一樣、掌握着時間旅行秘密的物理系天才尹泰伊，兩人如魔法般相遇後發生的連串故事。
香港、新加坡、泰國、印尼、中東、南非及菲律賓由Viu於8月28日起獨家播出。台灣由friDay影音於8/29起每週六、日早上10:00獨家跟播。

## 劇情介紹
「悲劇就是從那個女人穿過時間之門開始...如果孩子沒有出生，一切會有什麼不同嗎 ? 」- 《愛麗絲預言》
在2050年的世界上，科學家團隊成功構建一個可以穿越時空的時間旅行系統「愛麗絲 (Alice)」。而「愛麗絲酒店」就是穿越旅行的指定旅館，旅館建立的目的是帶人們回到「平行時空裡的過去」，以彌補曾經的遺憾。
由於「愛麗絲」的時間旅行是平行世界的時間旅行，無論做什麼事情，都不會對自己生活的未來產生任何影響。因此，利用這些手段消除過去的憤怒和欲望的時間旅行者不斷增加。但是，這些行為卻對過去的世界造成不可抹滅的影響。
2020年，刑警朴鎮謙（周元 飾）為了抓住殺害母親的犯人，以及阻止穿越時空造成的弊端而孤軍奮鬥。在調查一樁樁不尋常的神秘案件時，卻意外遇上跟母親樣貌相同、手上握有穿梭時空秘密關鍵的物理天才尹泰伊（金喜善 飾）。命中註定的兩人，齊心協力解開時間旅行的秘密。
「當那個孩子成為時間旅行者的時候，預言即將開始。但命運的那一刻，還沒有到來...」

## 演員陣容

### 主要人物
| 演員                                                 | 角色                    | 粵語配音                               | 國語配音 | 介紹 |
| 周元 （童年：文周元) （幼年：李鎮珉) （少年：文佑鎮) | 朴鎮謙                  | 郭俊廷 （童年：石梓晴) （少年：王綺婷) | 于正昌   | 首爾南部警察局刑事二隊警衛 「我想做的，由始至終只有一件事，就是抓住殺害母親的犯人。雖然不知道他們從哪裏來，但我會直接殺了他們。」 28歲，1992年10月20日出生，在「時間旅行」的過程中通過輻射蟲洞而生的孩子。6歲時被診斷為「無感情症」。不僅是自己的感情，連他人的感情也無法理解和同感，母親朴宣怜成為了鎮謙唯一的朋友。 2010年，宣怜被人殺害。沒有情感的鎮謙在一生中從未感到過一絲懇切之情。這樣的他有了一個迫切的目標。就是抓住殺害母親的犯人。所以鎮謙立志成為警察。2020年，在鎮謙追查一樁樁不尋常的神秘案件時，命運般地遇上了一個女人。和母親宣怜長得一模一樣的女人，她就是尹泰伊。 |
| 金喜善 （泰伊童年：金智友)                           | 尹泰伊 （2020年）       | 朱妙蘭 （童年：梁佩瑤)                 | 魏晶琦   | 韓國大學物理系教授 「你是誰? 為什麼每次看到我就哭?」 31歲，1989年出生，她是在6歲的時候解開了微積分，15歲的時候就以第一名的成績考入韓國大學物理系的天才。是一位外強內強的女科學家，具有無比的自尊心，有着想要用科學來改變世界的欲望和挑戰精神。這樣的她面前出現了一個奇怪的男人「朴鎮謙」。那個男人一見面就問她「是不是50多歲、有沒有生過兒子」，真令人討厭。偶然也會看着自己哭出來。他到底是誰? 和朴鎮謙一起追查一宗神秘事件的時候遇上一群想奪去自己性命的時間旅行者，讓泰伊陷入了巨大的危機。她並不知道，自己是掌握時間旅行鑰匙的關鏈人物。 |
| 金喜善 （泰伊童年：金智友)                           | 朴宣怜 / 尹泰伊（2050年） | 朱妙蘭 （童年：梁佩瑤)                 | 魏晶琦   | 參與構建「愛麗絲」的科學家 「如果有一天再見到媽媽，記得要裝作不認識，一定要避開。」 42歲，2010年10月7日去世，來自2050年科學家，原名「尹泰伊」。構建了名為「愛麗絲」的時間旅行系統。但當知道《愛麗絲預言書》在1992年存在後，受到了很大衝擊。為了查明預言書的真偽，與同事兼戀人柳敏赫來到1992年的韓國，尋找擁有預言書的張博士。 正當泰伊和敏赫拿着預言書打算回到2050年的時候，卻得知自己懷孕的事實。敏赫以「通過輻射蟲洞的胎兒都不會健全」為由主張把孩子去掉，但泰伊堅持生下孩子，並為了孩子的未來選擇獨自留在1992年，用「朴宣怜」這個新名字生下兒子朴鎮謙。 |
| 郭時暘                                               | 柳敏赫                  | 黃榮璋                                 | 宋昱璁   | 時間旅行者，「愛麗絲酒店」導遊隊隊長 「和泰伊在1992年分手對我來說只是1年的事情，但對泰伊來說是29年前的事情。」 30歲，2050年「愛麗絲」團隊成功構建一個可以穿越時空的時間旅行系統，而「愛麗絲酒店」就是穿越旅行的指定旅館，負責帶人們回到「平行時空裡的過去」。在此期間，記載有關「時間旅行者的悲劇」的《愛麗絲預言書》的存在迅速傳開。「愛麗絲」團隊為了尋找預言書，派遣敏赫和泰伊到1992年。此時泰伊卻得知自己懷孕的事實。泰伊為了守護孩子，選擇與敏赫分手。這個時候，好不容易找到的預言書也離奇失蹤。最終敏赫一個人空手回到了未來。 「愛麗絲」的時間旅行是平行世界的時間旅行，無論做什麼事情，都不會對自己生活的未來產生任何影響。因此，利用這些手段消除過去的憤怒和欲望的時間旅行者不斷增加。而敏赫的職責，就是保護這些引發問題的時間旅行者，以及對過去的人隱藏「時間旅行者」的存在。與拼命追捕時間旅行者的朴鎮謙成為了敵人。 |
| 李多寅                                               | 金度妍                  | 陳雪瑩                                 | 李昀晴   | 世京日報社會部記者 「嚇一跳吧?像我這樣的人還是單身。」 28歲，她開朗、積極、率性、善解人意，是個富有同理心的女記者。無論站在誰的面前，她都堂堂正正，毫不退縮。因為這樣的性格，她是高中時期唯一一個不懼怕朴鎮謙的學生，也是將母親去世後的鎮謙從痛苦中解救出來的人。但度妍幫助鎮謙不僅是出於同情心。即使知道鎮謙患有「無感情症」，度妍依然深信鎮謙喜歡自己，總有一天他也會意識到自己的感情。 一直被鎮謙的警察局同事們稱為「未來嫂子」，自己也很喜歡這個稱呼。但是一個和鎮謙的媽媽長得一模一樣的女人忽然出現了，又漂亮又有魅力，總是和鎮謙形影不離。有了對手的度妍決定主動出擊，無論如何也要在那個女人的手上奪回鎮謙。 |

### 首爾南部警察局
| 演員   | 角色   | 粵語配音 | 介紹 |
| 金相浩 | 高炯錫 | 羅偉亮   | 首爾南部警察局刑事二隊隊長 「從現在開始，我要把你變成一個真正的人。」 50歲，2010年刑警高炯錫逮捕了一名高中生，就是18歲的朴鎮謙。當時炯錫確信鎮謙是女高中生事件的犯人，雖然沒有確鑿證據，但高炯錫以鎮謙的精神科診斷記錄和審問過程中過於冷漠的表現，以及同班同學的證言為基礎，懷疑了他。 但是知道自己冤枉了鎮謙後，炯錫坦率地承認了失誤，並向鎮謙道歉。在鎮謙的母親去世後，他決定無論在什麼情況下都要成為鎮謙的一方和力量。現在他們的關係就像一家人一樣。 |
| 李載允 | 金東虎 | 郭湛深   | 首爾南部警察局刑事二隊刑警 30歲中期，比起頭腦，更擅長使用自己的肌肉和壓倒性的力量擊倒犯人。雖然性格和調查方法都和鎮謙完全相反，但卻是比任何人都踏實的鎮謙的幫手。 |
| 金政旭 | 河容錫 | 李家傑   | 首爾南部警察局刑事二隊刑警 40歲，早已做好成為好丈夫，好爸爸準備的單身刑警。但他是屬於固執不靈活，女人都會迴避的類型。 |
| 宋志赫 | 洪政旭 | 潘昀雋   | 首爾南部警察局刑事二隊刑警 30歲，在刑事科最幹練自負的小滑頭。和河刑警同時喜歡上泰妍。 |
| 崔洪日 | 尹鍾秀 | 周凱榮   | 警察署署長 |

### 科學研究所人物
| 演員   | 角色   | 粵語配音 | 介紹 |
| 崔元英 | 石五元 | 周凱榮   | 凱弗尖端科學研究所所長. 「時間旅行是真實存在的，但是你絕對不能這樣做。」 45歲，相信神的存在的科學家。擁有天才頭腦的物理學博士。雖然科學和神看起來互相衝突，但他認為科學其實是神賜予的禮物。 2010年，一位女性在他面前展示未來的預言書，預言書寫道:「從2020年開始，來自未來的人會到來並犯下殺人等野蠻罪行。」而他就是與未來的人對抗的重要人物。他最初對預言書半信半疑，但隨着時間的流逝，2020年發生的事情與預言書完全一致。他開始相信預言書，並努力阻止預言書裏的悲劇發生。 |
| 李恩熙 | 文瑞珍 | 梁佩瑤   | 凱弗尖端科學研究所研究員。 |
| 任在赫 | 李大振 | 潘昀雋   | 30多歲，石五元的保鏢，特殊部隊出身的隨行人員，主要解決物理問題。 |

### 「愛麗絲」相關人物
| 演員   | 角色   | 粵語配音 | 介紹 |
| 金慶南 | 奇鐡岩 | 陳健豪   | 「愛麗絲」本部長 「過去的人並不是我們的敵人。」 30多歲，以出色的領導能力帶領着重視「愛麗絲」的本部長。重視時間旅行者的同時，也重視過去的人的安全。這一方針嬴得了「愛麗絲」職員們的支持。但同時，對奇鐡岩來說，威脅着「愛麗絲」的一切事物都是他的眼中釘。因此，如果「時間旅行者將被消滅」的預言屬實，那是非常嚴重的事情；即使不是事實，那個流言也一定會給「愛麗絲」的名聲留下污點。 因此，奇鐡岩派遣敏赫和泰伊到1992年尋找《愛麗絲預言書》，但敏赫空手而歸，而泰伊則下落不明。正當「愛麗絲預言」的傳聞漸漸平息之際，卻發生時間旅行者連環殺人的慘劇。 |
| 黃勝妍 | 吳詩英 | 石梓晴   | 「愛麗絲」控制室室長 30歲，以堅強的性格和專業知識把自己武裝起來的女人。雖然在人群中擁有出眾的外貌和領袖風身範，但在柳敏赫面前卻思想混亂，行動遲疑。喜歡柳敏赫。 妒忌總是比自己搶先一步的泰伊，雖然作為朋友對泰伊在2010年去世的消息感到悲傷，但同時，也為失去一個競爭對手而感到放心。 |
| 楊志日 | 崔勝杓 | 陳啟熾   | 「愛麗絲」導遊隊隊員 30歲，有着銳利的眼神，身手敏捷的男子。 |
| 金善兒 | 鄭惠秀 | 王綺婷   | 「愛麗絲」導遊隊隊員 20歲後半，導遊隊年紀最小的成員。身手和男人相比毫不遜色。 |

### 尹泰伊周邊人物
| 演員   | 角色   | 粵語配音 | 介紹 |
| 崔政宇 |        | 陳啟熾   | 50歲中期，尹泰伊的養父。小時侯的夢想是成為搜查班長。他開了一家名叫「搜查飯店」的中餐館，經營了很長時間。                                                                 |
| 吳英實 |        | 王綺婷   | 50多歲，尹泰伊的養母。心地善良的母親。與親生女兒泰妍相比，好像更關心泰伊。                                                                                               |
| 妍雨   | 尹泰妍 | 成樂怡   | 20歲後半，尹泰伊無血緣關係的妹妹。雖然表面上愛和泰伊吵吵鬧鬧，但實際上很為泰伊着想。她放棄了好工作，成為了「搜查飯店」的送貨員。因為漂亮的外表，很受警察局男生們的歡迎。 |

### 時間旅行者相關人物
| 演員   | 角色              | 粵語配音 | 介紹 |
| 吳妍兒 | 韓善熙 （2050年） | 莊巧兒   | 時間旅行者 66歲，恩秀的母親，為了拯救去世的女兒而穿越時空回到過去的人。本來只是打算回到2020年告訴女兒「千萬不要去美國，不然會生大病」就返回未來，但當親眼看到還健康活着的女兒後，開始萌生惡念，想要取代平行世界裏的自己。 |
| 吳妍兒 | 韓善熙 （2020年） | 莊巧兒   | 36歲，恩秀的母親，被另一個世界穿越而來的韓善熙殺死並取而代之。 |
| 李承亨 |                   | 陳健豪   | 善熙的丈夫，恩秀的父親。 |
| 李正賢 | 楊洪奱            | 孫國統   | 時間旅行者 20歲後半，殘忍而性格歪曲的人。為了報復兒時折磨自己的哥哥而進行時間旅行回到2020年。殺了自己的哥哥後，因為行蹤奇怪而惹起鎮謙懷疑。因為被鎮謙打傷而把對方當成眼中釘。                                             |
| 朴仁秀 | 李世勳            | 李家傑   | 時間旅行者 40多歲，為人冷血且不擇手段。在「先生」的命令下，回到1992年，前往一座住宅尋找預言書。 |
| 尹周萬 | 周海民            | 梁皓翔   | 時間旅行者 39歲，來自未來的連環殺手，接到「先生」的命令，開始了秘密的謀殺。 |
| 李秀雄 | 鄭基勳            | 張振熙   | 20多歲，幫助時間旅行者非法滯留，從中賺取佣金的掮客。 |

### 度妍周邊人物
| 演員   | 角色   | 粵語配音 | 介紹                                                                            |
| 閔俊浩 | 金正培 | 張振熙   | 40歲，世京日報社會部部長，度妍所屬的報社—世京日報社會部的部長。欺善怕惡的性格。 |
| 金東均 |        | 李家傑   | 度妍的父親。                                                                    |
| 李珍亞 |        | 簡森     | 度妍的母親。                                                                    |

### 其他人物
| 演員   | 角色   | 粵語配音 | 介紹 |
| 張鉉誠 | 張東植 | 梁志達   | 《愛麗絲預言書》的原本持有人 「是從2050年來的嗎 ? 終於還是開始了…預言書絕對不能交給你。」 科學家、博士。1992年去世，似乎早就知道2050年時間旅行者的存在和秘密。預感到時間旅行者即將到來搶奪預言書後，撕下預言書裏最重要的一頁並交給自己年幼的女兒保管。                   |
| 裴海善 | 金仁淑 | 莊巧兒   | 44歲，高刑警的妻子。懷着失去從出生開始就心臟畸型的兒子的傷痛活着，把丈夫帶回來的鎮謙像親生兒子一樣養大。當然，理解和接受無感情症的鎮謙並不容易。但失去媽媽後的鎮謙漸漸變得陰暗起來。她無法裝作沒看見，決定把鎮謙當成親生兒子一樣疼愛。只要是鎮謙的事情，她都會親自出面。 |
| 徐旺石 |        |          | 劫持人質的犯人。 |
| 孔東元 |        |          | 控制室要員。 |

## 原聲帶
- Part.1（發行日期：2020年8月28日）

| 曲序 | 曲目            | 演唱                          | 时长 |
| ---- | --------------- | ----------------------------- | ---- |
| 1.   | SECRET          | Yuju（GFRIEND）(Feat. ISHXRK) | 3:48 |
| 2.   | SECRET（Inst.） |                               | 3:48 |

- Part.2（發行日期：2020年9月4日）

| 曲序 | 曲目                                | 演唱    | 时长 |
| ---- | ----------------------------------- | ------- | ---- |
| 1.   | Whenever Wherever Whatever          | 벤(Ben) | 3:49 |
| 2.   | Whenever Wherever Whatever（Inst.） |         | 3:49 |

- Part.3（發行日期：2020年9月18日）

| 曲序 | 曲目                | 演唱   | 时长 |
| ---- | ------------------- | ------ | ---- |
| 1.   | 星星（별）          | 林韓星 | 4:18 |
| 2.   | 星星（별）（Inst.） |        | 4:18 |

- Part.4（發行日期：2020年9月26日）

| 曲序 | 曲目              | 演唱     | 时长 |
| ---- | ----------------- | -------- | ---- |
| 1.   | From You          | N.Flying | 3:48 |
| 2.   | From You（Inst.） |          |      |

- Part.5（發行日期：2020年10月10日）

| 曲序 | 曲目                        | 演唱 | 时长 |
| ---- | --------------------------- | ---- | ---- |
| 1.   | 記得你（기억해요）          | Noel | 4:00 |
| 2.   | 記得你（기억해요）（Inst.） |      | 4:00 |

- OST（發行日期：2020年10月24日）

CD1
| 曲序 | 曲目                      | 演唱             | 时长 |
| ---- | ------------------------- | ---------------- | ---- |
| 1.   | Secret (Feat. ISHXRK)     | Yuju（GFRIEND）) | 3:52 |
| 2.   | 별（The Star）            | 林韓星           | 4:12 |
| 3.   | Major Prophets            | 송진석 & 황승필  | 2:21 |
| 4.   | Concealed Fangs           | 박세준 & 유희현  | 2:42 |
| 5.   | Devil Component           | 박세준 & 송재경  | 3:32 |
| 6.   | Noble Love                | 박세준 & 김민지  | 4:11 |
| 7.   | All About Our Days        | 박세준 & 나윤식  | 4:42 |
| 8.   | I Am Gone                 | 박세준 & 우지훈  | 1:49 |
| 9.   | The Best Thing I Ever Did | 박세준 & 유희현  | 4:01 |
| 10.  | Light Fades               | 김동혁 & 이한범  | 3:48 |
| 11.  | Chasing Night             | 박세준 & 나상진  | 3:44 |
| 12.  | Creeping Evil             | 박세준 & 유희현  | 2:16 |
| 13.  | Abyss                     | 박세준 & 김혁태  | 4:00 |
| 14.  | Searching For U           | 송재경           | 3:20 |
| 15.  | Spiral Of Destiny         | 송진석 & 황승필  | 2:13 |
| 16.  | Help                      | 박세준 & 김민지  | 2:27 |
| 17.  | Low Air                   | 박세준 & 우지훈  | 1:50 |
| 18.  | The Edge                  | 박세준 & 나상진  | 2:35 |
| 19.  | Thousand Of Path          | 박세준 & 나윤식  | 1:59 |

CD2
| 曲序 | 曲目                         | 演唱               | 时长 |
| ---- | ---------------------------- | ------------------ | ---- |
| 1.   | Whenever Wherever Whatever   | 벤(Ben)            | 3:56 |
| 2.   | From You                     | 엔플라잉 N.Flying) | 3:48 |
| 3.   | 기억해요（Don't You Forget） | 노을               | 4:00 |
| 4.   | Race On                      | 김동혁             | 2:16 |
| 5.   | The Truth Will Out           | 박세준 & 유희현    | 2:21 |
| 6.   | Forget Me Not                | 박세준 & 송재경    | 2:56 |
| 7.   | Was Never Really There       | 박세준 & 나상진    | 5:39 |
| 8.   | Unknown                      | 박세준 & 김혁태    | 2:04 |
| 9.   | The Ring                     | 김동혁             | 1:37 |
| 10.  | Back In Time                 | 박세준 & 김민지    | 2:45 |
| 11.  | Virtual Ride                 | 송재경             | 3:17 |
| 12.  | Incomplete                   | 박세준 & 우지훈    | 1:56 |
| 13.  | Galaxy Run                   | 송진석 & 황승필    | 2:18 |
| 14.  | You Need To Forget Me        | 박세준 & 나윤식    | 5:07 |
| 15.  | Return Again                 | 이념               | 2:49 |
| 16.  | Time Slip                    | 박세준 & 나상진    | 3:03 |
| 17.  | Combat Readiness             | 박세준 & 유희현    | 1:58 |
| 18.  | Someone Is Here              | 박세준 & 나윤식    | 2:28 |

### 其他搭配歌曲
- 台灣衛視中文台版本
  - 片尾曲：張信哲《就懂了》

## 收視率

### 韓國
| 集數       | 集數       | 播出日期   | 標題                 | AGB收視率        | AGB收視率      | TNmS收視率       |
| 集數       | 集數       | 播出日期   | 標題                 | 大韓民國（全國） | 首爾（首都圈） | 大韓民國（全國） |
| ---------- | ---------- | ---------- | -------------------- | ---------------- | -------------- | ---------------- |
| 1          | 1部        | 2020/08/28 | 時間穿越者的秘密     | 4.1%             |                |                  |
| 1          | 2部        | 2020/08/28 | 月圓之夜             | 6.1%             | 6.3%           | 5.2%             |
| 2          | 1部        | 2020/08/29 | 科學是利器           | 6.4%             | 7.0%           |                  |
| 2          | 2部        | 2020/08/29 | 愛麗斯酒店           | 9.2%             | 10.2%          | 8.9%             |
| 3          | 1部        | 2020/09/04 | 相遇                 | 7.2%             | 8.1%           | 6.5%             |
| 3          | 2部        | 2020/09/04 | 非法滯留             | 8.4%             | 9.8%           | 7.9%             |
| 4          | 1部        | 2020/09/05 | 無法預測的時間       | 8.7%             | 9.6%           | 6.6%             |
| 4          | 2部        | 2020/09/05 | 蝴蝶效應             | 10.6%            | 11.4%          | 7.9%             |
| 5          | 1部        | 2020/09/11 | 今天過去了就不會再來 | 6.8%             | 7.4%           | 6.2%             |
| 5          | 2部        | 2020/09/11 | 我的父親             | 8.1%             | 8.5%           | 6.9%             |
| 6          | 1部        | 2020/09/12 | 預言                 | 8.0%             | 9.3%           |                  |
| 6          | 2部        | 2020/09/12 | 陷入危險             | 9.9%             | 11.3%          |                  |
| 7          | 1部        | 2020/09/18 | 埋葬過去             | 7.4%             | 8.2%           | 6.5%             |
| 7          | 2部        | 2020/09/18 | 危險                 | 8.6%             | 9.4%           | 7.3%             |
| 8          | 1部        | 2020/09/19 | 同居                 | 7.4%             | 7.7%           | 6.4%             |
| 8          | 2部        | 2020/09/19 | 親密                 | 9.6%             | 10.0%          | 8.5%             |
| 9          | 1部        | 2020/09/25 | 人生的硬幣           | 6.0%             | 6.1%           | 5.6%             |
| 9          | 2部        | 2020/09/25 | 生日                 | 7.0%             | 7.5%           | 6.5%             |
| 10         | 1部        | 2020/09/26 | 放棄                 | 7.0%             | 7.3%           | 7.3%             |
| 10         | 2部        | 2020/09/26 | 傷疤                 | 8.7%             | 8.9%           | 8.5%             |
| 11         | 1部        | 2020/10/09 | 時間的價值           | 6.0%             | 6.2%           | 5.4%             |
| 11         | 2部        | 2020/10/09 | 控制時間             | 7.6%             | 8.2%           | 6.2%             |
| 12         | 1部        | 2020/10/10 | 寶貴的現在           | 7.2%             | 7.6%           | 6.6%             |
| 12         | 2部        | 2020/10/10 | 慘痛回憶             | 8.5%             | 8.8%           | 7.4%             |
| 13         | 1部        | 2020/10/16 | 最好的地方           | 6.4%             | 7.3%           | 5.3%             |
| 13         | 2部        | 2020/10/16 | 時間之門             | 7.4%             | 8.5%           | 6.3%             |
| 14         | 1部        | 2020/10/17 | 內心的躁動           | 6.1%             | 6.7%           | 5.7%             |
| 14         | 2部        | 2020/10/17 | 真兇                 | 8.6%             | 9.0%           | 7.0%             |
| 15         | 1部        | 2020/10/23 | 驚人創造物           | 5.9%             | 6.1%           | 5.4%             |
| 15         | 2部        | 2020/10/23 | 怪物的決定           | 7.0%             | 7.4%           | 6.1%             |
| 16         | 1部        | 2020/10/24 | 血月之夜             | 7.0%             | 7.3%           | 5.6%             |
| 16         | 2部        | 2020/10/24 | 一個人的記憶         | 9.1%             | 9.8%           | 7.7%             |
| 平均收視率 | 平均收視率 | 平均收視率 | 平均收視率           | 7.56%            | －             | －               |

- 收視最低的集數以藍色表示，收視最高的集數以紅色表示，而空格則表示該集的收視沒有相關數據。

### 香港
| 集數   | 播映日期                     | 電視直播收視 | 備註     |
| 1－5   | 2021年5月17日－2021年5月21日 | 沒有資料     | 沒有資料 |
| 6－10  | 2021年5月24日－2021年5月28日 | 2.3點        | [ 9 ]    |
| 11－15 | 2021年5月31日－2021年6月4日  | 2.2點        | [ 10 ]   |
| 16－20 | 2021年6月7日－2021年6月11日  | 2.4點        | [ 11 ]   |
| 21－22 | 2021年6月14日－2021年6月15日 | 3.0點        | [ 12 ]   |

## 同時段競爭作品
週五六同時段劇集
- JTBC 金土連續劇：《優雅的朋友們》、《境遇之數》
- Channel A 金土連續劇：《謊言的謊言》（9月4日起）

週末同時段劇集
- tvN 週末連續劇：《秘密森林2》、《Start-Up》

## 提名及獲獎列表
| 年度   | 頒獎典禮    | 獎項                                  | 入圍者 | 結果 |
| 2020年 | SBS演技大獎 | 大獎                                  | 周元   | 提名 |
| 2020年 | SBS演技大獎 | 大獎                                  | 金喜善 | 提名 |
| 2020年 | SBS演技大獎 | PD獎                                  | 周元   | 獲獎 |
| 2020年 | SBS演技大獎 | 奇幻及浪漫迷你劇部門 男子最優秀演技獎 | 周元   | 提名 |
| 2020年 | SBS演技大獎 | 奇幻及浪漫迷你劇部門 女子最優秀演技獎 | 金喜善 | 提名 |
| 2020年 | SBS演技大獎 | 奇幻及浪漫迷你劇部門 男子優秀演技獎   | 郭時暘 | 提名 |
| 2020年 | SBS演技大獎 | 奇幻及浪漫迷你劇部門 女子優秀演技獎   | 李多寅 | 提名 |
| 2020年 | SBS演技大獎 | 男子助演獎                            | 金相浩 | 提名 |

## 記事
- 本劇是周元退伍後的首個復出作，也是金喜善自2015年轉戰有線頻道劇場後，睽違5年回歸無線頻道的電視劇。更是金喜善出道27年來首次接演動作劇集並親自參演高難度武打場面。
- 本劇是周元與裴海善繼《龍八夷》後時隔5年再度同台合作。
- 本劇早於2019年5月開始選角，同年11月投入制作，原定於2020年上半年播出。但因為新冠肺炎疫情令拍攝進度有所延誤。為確保播放質素，此劇遲遲未有定檔。於2020年7月末、拍攝接近完成後才確定於同年8月28日首播。並於2020年8月13日完成所有拍攝。因此本劇屬於事先制作的電視劇。
- 本劇於2020年8月17日和8月22日播放半小時特別篇《Alice : The beginning》。特別篇是對周元、金喜善等演員們的拍攝埸面和制作組進行的特別採訪。
- 在第一集第2部「朴鎮謙為抓住犯人，沿着一根鋼筋從樓頂走到另一個樓頂」那一幕，其實是高空全實景拍攝。周元親身上陣，在一個置於兩棟高樓大廈頂樓之間、僅有腳掌寬的懸空鷹架上行走10多米，而且還神色自若，臉不改容地完成拍攝[13]。過人膽識和敬業精神甚至在韓國網絡論壇TheQoo(더쿠)中引起話題[14]。

## 外部連結
- 韓國SBS官方網站
- Alice-NAVER

| SBS 金土劇                                 | SBS 金土劇                                   | SBS 金土劇 |
| ------------------------------------------ | -------------------------------------------- | ---------- |
|                                            | （2020年8月28日－2020年10月24日）            |            |
| 便利店新星 （2020年6月19日－2020年8月8日） | 飛吧開天龍 （2020年10月30日－2021年1月30日） |            |

| 新加坡、 马来西亚、 印度尼西亞 · SONY ONE HD · 星期六至日 21:50-23:05（UTC+8）（新馬）／ · 20:50-22:05（UTC+7）（印尼） | 新加坡、 马来西亚、 印度尼西亞 · SONY ONE HD · 星期六至日 21:50-23:05（UTC+8）（新馬）／ · 20:50-22:05（UTC+7）（印尼） | 新加坡、 马来西亚、 印度尼西亞 · SONY ONE HD · 星期六至日 21:50-23:05（UTC+8）（新馬）／ · 20:50-22:05（UTC+7）（印尼） |
| --- | --- | --- |
| | （2020年8月29日－2020年10月25日）                                                                                       | |
| 便利店新星 （2020年6月27日－2020年8月16日）                                                                             | 飛吧開天龍 （2020年10月31日－2021年1月31日）                                                                            | |
| 星期二至五 19:00 - 20:15                                                                                                | | |
| 便利店新星（配音版） （2021年7月13日－2021年8月6日）                                                                    | 愛麗絲（配音版） （2021年8月10日－2021年9月3日）                                                                              | 飛吧開天龍（配音版） （2021年9月7日－2021年10月8日）                                                                    |

| 香港 Now劇集台 每日 22:00 - 23:00                                       | 香港 Now劇集台 每日 22:00 - 23:00         | 香港 Now劇集台 每日 22:00 - 23:00                  |
| ----------------------------------------------------------------------- | ----------------------------------------- | -------------------------------------------------- |
|                                                                         | （2021年2月20日－2021年3月13日）          |                                                    |
| 優雅的朋友們 （2021年1月25日－2021年2月19日）                           | 回到18歲 （2021年3月14日－2021年4月6日）  |                                                    |
| 香港 ViuTV 星期一至五 20:30 - 21:30                                     |                                           |                                                    |
| P牌女議員 （2021年4月14日－2021年5月14日）                              | （2021年5月17日－2021年6月15日）          | 回到18歲 （2021年6月16日－2021年7月17日）          |
| 香港 Now劇集台 星期二至六 14:00 - 15:00                                 |                                           |                                                    |
| 法外搜查（重播） （2022年8月6日－2022年8月27日）                        | （重播） （2022年8月30日－2022年9月28日） | 喪屍偵探（重播） （2022年9月29日－2022年10月21日） |
| 香港 ViuTV 星期一至五 13:30 - 14:30 · 2023年1月2日、23日及24日 暫停播映 |                                           |                                                    |
| 哲仁王后（重播） （2022年11月11日－2022年12月29日）                     | （重播） （2022年12月30日－2023年2月2日） | 女神降臨（重播） （2023年2月3日－2023年3月13日）   |

| 臺灣 衛視中文台 星期一至五 20:00 - 22:00                   | 臺灣 衛視中文台 星期一至五 20:00 - 22:00 | 臺灣 衛視中文台 星期一至五 20:00 - 22:00 |
| ---------------------------------------------------------- | ---------------------------------------- | ---------------------------------------- |
|                                                            | （2021年3月9日－2021年3月23日）          |                                          |
| 燦爛的守護神－鬼怪（重播） （2021年2月17日－2021年3月8日） | 愛的救援 （2021年3月24日－2021年4月8日） |                                          |

| 新加坡 新传媒U频道 亚洲最HIT戏剧 星期一至五 22:00 - 23:00 | 新加坡 新传媒U频道 亚洲最HIT戏剧 星期一至五 22:00 - 23:00               | 新加坡 新传媒U频道 亚洲最HIT戏剧 星期一至五 22:00 - 23:00 |
| --------------------------------------------------------- | ----------------------------------------------------------------------- | --------------------------------------------------------- |
|                                                           | 我的愛麗絲 （2021年10月7日－2021年11月5日） PG13 （华语及韩语，双声道） |                                                           |
| 跳躍生命線 （2021年9月2日－2021年10月6日）                | 愛的救援 （2021年11月8日－2021年12月7日）                               |                                                           |
| （重播）星期六至日 23:30 - 00:30                          |                                                                         |                                                           |
| 解决师（重播） （2023年1月14日 - 2023年4月30日）          | 我的爱丽丝 （2023年5月6日 - 2023年7月16日）                             | 谎言的谎言（重播） （2023年7月22日 - 2023年9月 日）       |

| 马来西亚 八度空間 韓流精選 星期一及星期二 22:00-23:00 | 马来西亚 八度空間 韓流精選 星期一及星期二 22:00-23:00 | 马来西亚 八度空間 韓流精選 星期一及星期二 22:00-23:00 |
| ----------------------------------------------------- | ----------------------------------------------------- | ----------------------------------------------------- |
|                                                       | 爱丽丝 (2022年3月29日—2022年6月20日)                  |                                                       |
| 警察课程 (2022年1月3日—2022年3月28日)                 | 五月的青春 (2022年6月21日—2022年8月16日)              |                                                       |